# Santalales
Ordre
Classification APG III (2009)
Les Santalales forment un ordre de plantes dicotylédones dont la définition varie avec le progrès des découvertes scientifiques.

## Liste des familles

### Classification de Cronquist (1981)
En classification classique de Cronquist (1981) l'ordre des Santalales comprenait 10 familles:
- ordre Santalales
famille Balanophoracées
famille Dipentodontacées
famille Érémolépidacées
famille Loranthacées
famille Médusandracées
famille Misodendracées
famille Olacacées
famille Opiliacées
famille Santalacées (famille du thesium)
famille Viscacées (famille du gui)

### Classification APG (1998) et APG II (2003)
En classification phylogénétique APG (1998) et classification phylogénétique APG II (2003), l'ordre des Santalales comprenait 5-6 familles :
- ordre Santalales
famille Loranthaceae
famille Misodendraceae
famille Olacaceae
famille Opiliaceae
famille Santalaceae (incl. Viscacées)

Le Angiosperm Phylogeny Website [24 janvier 2004] accepte additionnellement la famille Schoepfiaceae.

### Classification APG III (2009)
En classification phylogénétique APG III (2009) l'ordre des Santalalescomprend 7 familles :
- ordre Santalales
famille Balanophoraceae Rich. (1822)
famille Loranthaceae Juss. (1808)
famille Misodendraceae J.Agardh (1858)
famille Santalaceae R.Br. (1810)
famille Olacaceae R.Br. (1818)
famille Opiliaceae Valeton (1886)
famille Schoepfiaceae Blume (1850)

### Classification APG IV (2016)
En classification phylogénétique APG IV (2016) l'ordre des Santalales comprend les familles :
- ordre Santalales
famille Aptandraceae
famille Balanophoraceae
famille Coulaceae
famille Erythropalaceae
famille Loranthaceae
famille Misodendraceae 
famille Mystropetalaceae
famille Octoknemaceae
famille Olacaceae
famille Opiliaceae
famille Santalaceae (incluant les Viscaceae)
famille Schoepfiaceae
famille Strombosiaceae
famille Ximeniaceae

Le groupe des "guis" comprend : les Loranthaceae, les Santalaceae-Visceae, les Santalaceae-Santaleae, les Misodendraceae.